# Zeria nigrescens
Zeria nigrescens es una especie de arácnido  del orden Solifugae de la familia Solpugidae.

## Distribución geográfica
Se encuentra en Kenia y Mozambique.